# Ravlunda distrikt
Ravlunda distrikt är ett distrikt i Simrishamns kommun och Skåne län. 
Distriktet ligger vid kusten norr om Simrishamn. 

## Tidigare administrativ tillhörighet
Distriktet inrättades 2016 och utgörs till en del av det område Simrishamns stad omfattade till 1971, delen som före 1969 utgjorde Ravlunda socken.
Området motsvarar den omfattning Ravlunda församling hade vid årsskiftet 1999/2000.